# Tittmann János
Tittmann János (Dorog, 1956. április 10. –) pszichiáter, Dorog polgármestere, 2002 és 2010 között országgyűlési képviselő.

## Életpályája
1974-ben érettségizett az esztergomi Dobó Katalin Gimnáziumban. 1980-ban szerzett diplomát a SOTE Általános Orvosi Karán, 1980 és 1994 között a Vaszary Kolos Kórházban dolgozott. 1984-ben neurológiai, 1988-ban pszichiátriai szakvizsgát tett. A megváltozott munkaképességű embereket foglalkoztató Relabor Kft.-t 1989-ben alapította, amely Dorogon többek között a közterületek tisztán tartását és kertészeti munkálatait végzi.
1989 és 1991 között a Magyar Orvosi Kamara esztergomi szervezetének vezetője, 1990 és 1992 között a Magyar Ifjúsági Kamara elnöke, 1991-től 1992-ig a Kölcsönös Biztosító Pénztárak elnöke volt, 1992 és 1993 között az említett szövetség egészségbiztosítási tagozatának elnöki feladatait látta el. 1998-ban és 1999-ben a Szocialisták és Keresztényszocialisták Dorogért Egyesületet vezette.

## Politikai pályafutása
1994 óta az MSZP tagja, és Dorog városának polgármestere. 2002 és 2010 között Komárom-Esztergom megye 5. számú választókerületének képviselője, és az Országgyűlés Egészségügyi Bizottságának tagja volt.
Dorog polgármestereként népszerűsége töretlen; 2002-ben ellenjelölt nélkül, 2006-ban a szavazatok 69,04, 2010-ben 66,88%-ával választották a város vezetőjévé.

2014 júliusában kilépett az MSZP-ből és bejelentette, hogy függetlenként indul az októberi önkormányzati választáson. Hozzátette: 
„Embertelennek és erkölcstelennek tartom, hogy az MSZP kérésére pártdelegáltakra cseréljem azokat a képviselő-testületi tagokat, akiknek jó részével húsz éve együtt dolgozom, és jól működő baloldali önkormányzattá tettük Dorogot”.
Ezzel a lépésével megtagadta az őt addig támogató MSZP-t és kijelentette, hogy nem kíván "a bukott baloldal" tagjai közé tartozni.

## A város sportéletében betöltött szerepe
Az 1994-ben megszűnt bányatámogatást követően a Dorogi Bányász SC ellehetetlenült. Indítványozására a klub megmentése érdekében első körben rendkívüli segélyben részesítették az egyesület, majd egy átfogó tervezetet készítettek a fenntartható működtetésért. Ennek keretén belül az önkormányzat átvállalta a teljes sporttelep fenntartását és önálló működési formára alakították a klubot Dorogi SE néven, amelynek társadalmi elnöke lett a polgármester. Arányaiban viszonyítva a dorogi önkormányzat sporttámogatása az országos átlag feletti. Valamennyi versenysportágat, valamint a szabadidő és tömegsportot egyaránt támogatják. A labdarúgás és a birkózás megkülönböztetett figyelmet élvez. Ezen felül számos kezdeményezése volt a dorogi sporthagyományok ápolása és új tradíciók létrehozása terén. Valamennyi helyi sportkiadvány megjelenésében is fontos szerepet játszott. Egyik fő indítványozója volt a Dorogi Sportmúzeum létrehozásának. Hivatali idejének eddigi közel két évtizede alatt a dorogi sportélet új lendületet kapott. Jelenleg a városban mintegy húsz sportág szakosztálya működik, szinte kivétel nélkül valamennyi sikeresen, továbbá a város sportintézményei megújultak, felépült a fedett uszoda és tansípálya is létesült. Sporttal kapcsolatos munkásságát Hegedűs Csaba, a Magyar Birkózó Szövetség elnöke többször is kitüntetésben részesítette, valamint Puskás Ferenc is elismeréssel méltatta. Igyekezete ellenére a város saját anyagi forrásait nem kívánja növelni más fontos helyi területek kárára. A rendelkezésre álló éves önkormányzati támogatáson kívül külső támogatói kör megvalósításán fáradozik. Ennek egyik részsikere a Sanyo Electric támogatásának megnyerése volt, amellyel a dorogi labdarúgócsapat elindulhatott az NB I/B mezőnyében 2000-ben, azonban nem sikerült elérni a multinacionális cég hosszú távon történő főszponzori támogatását.
Az adminisztratív és hivatali sporttevékenység mellett aktívan sportol is. Rendszeres résztvevője a hagyományos utcai futóversenyeknek, valamint tagja és egyik leggólerősebb játékosa a Dorogi Vállalkozók Egyesülete labdarúgócsapatának.

## Publikációi, kiadványai
- A pszichiáter felelőssége (1992)
- Egészségügyi szolgáltatás biztosítási alapon (1992)
- Dorog 20 éve város (2004)
- Dorogi kalendárium 1995-2010 (2010)